# Gregorio da Roma
Gregorio da Roma (... – 823) è stato un vescovo italiano, primo vescovo di Mantova.